# Метрополен град Флоренция
Метрополен град Флоренция (на италиански: Città Metropolitana di Firenze) е метрополен град на регион Тоскана, Централна Италия. От 1 януари 2015 г. е наследник на Провинция Флоренция според изискванията на Закон № 56 от 7 април 2014 г. (Закон Делрио).
Към 1 януари 2025 г. е на 9-о място по население и на 7-о място по площ сред 14-те метрополни града на Италия. Площта му е 3513,61 км², а населението – 989 460 души.
Влючва 41 общини и негов административен център е град Флоренция. Институционалното му седалище е Палацо Медичи-Рикарди във Флоренция, където заседава Метрополният съвет.

## География
Граничи на север и североизток с Емилия-Романя (Метрополен град Болоня, провинции Форли-Чезена и Равена до най-южните им краища, които са на същата средна ширина като тази на град Флоренция), на югоизток с Провинция Арецо, на юг с Провинция Сиена, на запад-югозапад с Провинция Пиза и на запад и северозапад с провинциите Лука, Пистоя и Прато.
Голяма част от територията му се намира в равнината на река Арно (втората по големина река в Полуостровна Италия след Тибър) и така се превръща в извънградско разрастване около главния му град Флоренция. Територията му включва Долно Валдарно (Valdarno Inferiore) – долината от Монтелупо до Пиза чак до мястото на вливане на река Елза (Elsa), северните издатъци на планинската верига Кианти (Colline del Chianti), долината на река Сиеве (Sieve) и участъка от Тоскано-Емилианските Апенини между планината Фалтерона (Monte Falterona) и прохода Фута (Passo della Futa). Следователно той е равнинен в центъра и по югозападната си граница Валделса (Valdelsa – долината на река Елса) и няма рязко повишаване на надморската височина дори в съответствие с Апенинския хребет. Регионът, разположен по северните склонове на Апенините, се нарича Романя Грандукале (Romagna Granducale).
Най-високият му връх е Монте Фалко (Monte Falco), който е и най-високият връх в Тоскано-Емилианските Апенини – 1658 м.

### Защитени територии
- Горна долина на потока Карфало (Alta Valle del Torrente Carfalo) – обхваща територията на Горната долина на потока Карфало южно от община Монтайоне с обща площ от 222,57 хектара. Преобладаващо гориста, територията е част от район с висока историческа, туристическа и ландшафтна стойност.
- Бадия ди Пасиняно (Badia di Passignano) – центърът ѝ е монашеският комплекс на Абатство „Сан Микеле Арканджело“ в Пасиняно. В допълнение към историческото и архитектурно значение на абатството и наличието на флора и фауна, защитени от регионалните директиви, районът има значително ландшафтна стойност.
- Гора на Сан Антонио (Foresta di Sant’Antonio) – на територията на община Реджело, има значително значение за ландшафта и околната среда; на територията му освен това се намират различни източници на кристално чиста вода.
- Габианело Боскотондо (Gabbianello Boscotondo) – разположена в равнинна площ от 25 хектара (от които 8 наводнени) и заобиколена от Тоскано-Емилианските Апенини, планинската верига Калвана и долината Муджело; с големи площи от смесени широколистни и вечнозелени гори, обработваеми площи и пасища.
- Гардзая (Garzaia) – намира се на левия бряг на река Арно на около 200 м от водотока, в местността Карези в община Филине Валдарно. Там гнездят видовете чапли (семейство Ardeidae) с колониални привички.
- Ле Балце (Le Balze) – простира се от границата на провинция Арецо по протежение на провинциалния път Сетепонти в Горно Валдарно, където се вижда постоянно особената геоморфология на района: balze – конформации, характеризиращи се с изразени вертикални стени, върхове и земни пирамиди поради високата степен на ерозия.
- Монтечечери (Montececeri) – разположен на хълмовете североизточно от Флоренция, попада на хълма Монтечечери (415 метра надм. височина), известен със своите кариери на вид пясъчна скала, нар. pietra serena. Монте Чечери се намира на източните граници на древните етруски стени на град Фиезоле. През 1506 г. на фиезоланския хълм на Монтечечери Леонардо да Винчи прави революционното тестване на летящата си машина.
- Монти дела Калвана (Monti della Calvana) – съставена предимно от варовикови скали, има типично карстова геоморфология с наличието на 35 пещери, множество карстови дупки и извори; това поражда особена флора, типична за варовикови почви, където има множество ендемити.
- Провинциален природен резерват „Падуле ди Фучекио“ (Padule di Fucecchio) – вътрешната влажна зона с най-голяма територия (от около 1800 хектара) и значение в Италия; намира се близо до Монтекатини Терме в долината Val di Nievole. Това е среда с голям натуралистически интерес поради многобройните флористични и фаунистични феномени, които я характеризират.
- Подере Ла Куерчола (Podere La Querciola) – намира се в Сесто Фиорентино на площ от около 56 хектара, включва изкуствено езерце от около 10 хектара (Lago di Padule) и обработваеми с тревисти култури полета. През годината районът е дом на 176 различни вида птици.
- Санта Бриджида (Poggio Ripaghera – Santa Brigida – Valle dell’Inferno) – простира се на 817 хектара и се намира по северните граници на община Санта Бриджида в югозападната част на планинския комплекс Монте Джови.
- Сасо ди Кастро Монтебени (Sasso di Castro Montebeni) – простира се на 799 хектара между горната долина на река Сантерно и потока Савена в община Фиренцуола. Тя е и обект с регионално значение (SIR n. 36) и в нея е включен защитният оазис Ковиляйо (Oasi Covigliaio) от 623 хектара. Характеризира се с наличието на офиолитни израстъци, наречени „серпентини“.
- Стани (блата) ди Фоконяно (Stagni di Focognano) – при Кампи Бизенцио, оазис на националната система на WWF Италия и също защитена зона от системата на защитените зони на регион Тоскана. Оазисът, освен че е място от голям интерес за престой на мигриращи водни птици, е и много важно място за зимуване и гнездене на различни видове.
- Поток Мензола (Torrente Mensola) – извира в местността Мулиначо в малката долина между хълмовете Маяно и Винчилята в община Фиезоле. Районът е една от областите с най-голям натуралистичен и живописен интерес на флорентинския хълм. Потокът е споменат от Джовани Бокачо в поемата му Ninfale Fiesolano.
- Поток Тердзоле (Torrente Terzolle) – намира се в Черчина северно от Флоренция на 1970 хектара в басейна на потока между хълмовете, разположени на север от Флоренция по източната страна на Монте Морело; територията е стръмна и пресечена.[6]

## Население
Към 1 януари 2025 г. Метрополен град Флоренция е на 9-о място от 14-те метрополни града в Италия по население – 989 460  души. Общините с над 30-хилядно население са:
| място | община           | население | българи |
| ----- | ---------------- | --------- | ------- |
| 1.    | Флоренция        | 362 353   | 186     |
| 4.    | Емполи           | 49 348    | 27      |
| 2.    | Скандичи         | 49 328    | 14      |
| 3.    | Сесто Фиорентино | 49 230    | 13      |
| 5.    | Кампи Бизенцио   | 47 619    | 13      |

Към 1 януари 2025 г. има 136 343 чужди граждани. Към 1 януари 2024 г. на територията му живеят 387 български граждани.

## Хомогенни зони
Сближаването между общините на територията се корени в древната традиция на връзка с Флоренция: всяка от тях допринася по определен начин за дефинирането за великолепната „флорентинска цивилизация“. Географските, историческите и икономическите съображения обаче позволяват разделяне на територията на метрополния град въз основа на древни регионални наименования:
- Муджело (Mugelo): Горна и Средна долина на река Сиеве. Един от най-плодородните райони на Тоскана поради плодородието на почвата, изобилието на вода и мекотата на климата. В миналото е територия на дървари, ловци и приятни места за среща, а днес е популярна туристическа дестинация. Включва Барберино ди Муджело, Борго Сан Лоренцо, Дикомано, Лонда, Руфина, Сан Годенцо, Скарперия и Сан Пиеро, Валя, Викио, както и някои апенински общини: Фиренцуола, Маради и Палацуоло сул Сенио.
- Валдарно Фиорентино (Valdarno Fiorentino): частта от Долно Валдарно (Valdarno Inferiore), намираща се между теснината на Инчиза и проломите на Гонфолина, включително кривата, която река Арно описва при вливането на река Сиеве и най-вече котловината североизточно от тази крива, в която се намира Флоренция. Тук влизат Баньо а Риполи, Калвенцано, Кампи Бизенцио, Фиезоле, Флоренция, Ластра а Синя, Пелаго, Понтасиеве, Скандичи, Сесто Фиорентино, Синя, както и някои общини от Горно Валдарно: Филине и Инчиза Валдарно, Реджело, Риняно сул'Арно.
- Долно Валдарно (Valdarno Inferiore): онази част от течението на река Арно, в която реката, излязла от равнината на Флоренция, отваряйки си проход между проломите на Гонфлина, тече между склоновете на планините Албано и Чербайе на север и тези на Кианти на юг. Западната граница на община Фучекио идентифицира демаркационната линия между флорентинската и пизанската части на Долна Валдарно. Територията е силно идустриализирана. Тук влизат Капрая и Лимите, Черето Гуиди, Емполи, Фучекио, Монтелупо Фиорентино, Винчи.
- Кианти и Валделза (Chianti e Valdelsa): Валделза (долината на река Елза) и северните издатъци на планините Кианти, които са известни с виното си и са оспорвани през вековете, а сега са разделени между Флоренция и Сиена. Тук влизат Барберино Таварнеле, Кастелфиорентино, Черталдо, Гамбаси Терме, Греве ин Кианти, Импрунета, Монтайоне, Монтеспертоли, Сан Кашано ин Вал ди Пеза.

## Общини на Метрополен град Флоренция
Към 1 януари 2025 г. Метрополен град Флоренция включва 41 общини:
- Флоренция – с най-голямо население и най-гъсто населена
- Баньо а Риполи
- Барберино Таварнеле
- Барберино ди Муджело
- Борго Сан Лоренцо
- Валя
- Викио
- Винчи
- Гамбаси Терме
- Греве ин Кианти
- Дикомано
- Емполи
- Календзано
- Кампи Бизенцио
- Капрая и Лимите
- Кастелфиорентино
- Импрунета
- Ластра а Синя
- Лонда
- Маради
- Монтайоне
- Монтелупо Фиорентино
- Монтеспертоли
- Палацуоло сул Сенио – с най-голяма надм. височина и най-рядко населена
- Пелаго
- Понтасиеве
- Реджело
- Риняно сул'Арно
- Руфина
- Сан Годенцо
- Сан Кашано ин Вал ди Пеза
- Скандичи
- Скарперия и Сан Пиеро
- Сесто Фиорентино
- Синя – с най-малка площ
- Фиезоле
- Филине и Инчиза Валдарно
- Фиренцуола – с най-голяма площ
- Фучекио – с най-малка надм. височина
- Черето Гуиди
- Черталдо

## Транспорт и инфраструктура
На територията на Метрополен град Флоренция има множество пътни и железопътни инфраструктури, преди всичко Автомагистрала на слънцето (A1), Автомагистрала A11, Държавен път SS 66 Pistoiese, Държавен път SS 67 Tosco-Romagnola, Strada di Grande Comunicazione Флоренция-Пиза/Ливорно и Магистрален възел 3 Флоренция-Сиена.
Местните услуги за обществен транспорт се извършват предимно от компаниите CTT Nord и Busitalia (и чрез дъщерното ѝ дружество ATAF).
На 14 февруари 2010 г. е открита трамвайната линия T1 Leonardo Villa Costanza (Скандичи) – Alamanni Stazione SMN (ЖП гара „Флоренция Санта Мария Новела“). На 16 юли 2018 г. линията T1 е разширена до флорентинската болница Кареджи, а на 11 февруари 2019 г. е пусната в действие и линия T2 Vespucci, която започва от летище „Америго Веспучи“ в Перетола и свършва на пл. „Унитà италиана“ във Флоренция. Трамвайната услуга във Флоренция се управлява от GEST. Проучват се новите трамвайни линии за Баньо а Риполи, Ровецано, Ле Пиадже (квартал на Бизенцио – подселище на Флоренция), Кампи Бизенцио, Сесто Фиорентино и Пиаца Сан Марко (Флоренция).
Метрополен град Флоренция включва също многобройни участъци от държавните ЖП линии, подчинени на Рете Феровиария италияна (RFI).